# Ліповець (Білгорайський повіт)
Ліповець (пол. Lipowiec) — село в Польщі, у гміні Терешполь Білґорайського повіту Люблінського воєводства. Населення — 546 осіб (2011).

## Історія
За даними етнографічної експедиції 1869—1870 років під керівництвом Павла Чубинського, у селі переважно проживали римо-католики, меншою мірою — греко-католики, які розмовляли польською мовою.
У 1975—1998 роках село належало до Замойського воєводства.

## Демографія
Демографічна структура станом на 31 березня 2011 року:
|          | Загалом | Допрацездатний вік | Працездатний вік | Постпрацездатний вік |
| -------- | ------- | ------------------ | ---------------- | -------------------- |
| Чоловіки | 281     | 54                 | 196              | 31                   |
| Жінки    | 265     | 42                 | 154              | 69                   |
| Разом    | 546     | 96                 | 350              | 100                  |